# Tweede divisie 1959/60 (degradatiecompetitie)/Wedstrijden
De Nederlandse Tweede divisie voetbal van het seizoen 1959/60 kende aan het einde van de competitie een degradatiecompetitie om behoud van 4 plaatsen in het betaalde voetbal. De laatste 4 clubs degradeerden naar de amateurs.

## Speelronde 1
|               |                                                     |       |                                 |                                                                                 |
| 10 april 1960 | Baronie                                             | 3 – 2 | Velocitas                       | Stadion: Fatimastraat, Breda Toeschouwers: 1.800 Scheidsrechter: Lau van Ravens |
| 10 april 1960 | Cor Aben 18' Henk van Ierssel 42' Henny Soffers 85' |       | 53' Rio Zoutman 84' Alie Kruger | Stadion: Fatimastraat, Breda Toeschouwers: 1.800 Scheidsrechter: Lau van Ravens |
| 10 april 1960 |                                                     |       |                                 | Stadion: Fatimastraat, Breda Toeschouwers: 1.800 Scheidsrechter: Lau van Ravens |
| 10 april 1960 |                                                     |       |                                 | Stadion: Fatimastraat, Breda Toeschouwers: 1.800 Scheidsrechter: Lau van Ravens |
|               |                                                     |       |                                 |                                                                                 |

|               |                    |       |        |                                                                                    |
| 10 april 1960 | ONA                | 1 – 0 | Xerxes | Stadion: Walvisstraat, Gouda Toeschouwers: 4.000 Scheidsrechter: Huib van den Berg |
| 10 april 1960 | A. van Adrichem 4' |       |        | Stadion: Walvisstraat, Gouda Toeschouwers: 4.000 Scheidsrechter: Huib van den Berg |
| 10 april 1960 |                    |       |        | Stadion: Walvisstraat, Gouda Toeschouwers: 4.000 Scheidsrechter: Huib van den Berg |
| 10 april 1960 |                    |       |        | Stadion: Walvisstraat, Gouda Toeschouwers: 4.000 Scheidsrechter: Huib van den Berg |
|               |                    |       |        |                                                                                    |

|               |            |       |        |                                                                                           |
| 10 april 1960 | Zwartemeer | 0 – 0 | Rheden | Stadion: Mr. Ovingstraat, Klazienaveen Toeschouwers: 3.500 Scheidsrechter: Jan Groenewoud |
| 10 april 1960 |            |       |        | Stadion: Mr. Ovingstraat, Klazienaveen Toeschouwers: 3.500 Scheidsrechter: Jan Groenewoud |
| 10 april 1960 |            |       |        | Stadion: Mr. Ovingstraat, Klazienaveen Toeschouwers: 3.500 Scheidsrechter: Jan Groenewoud |
| 10 april 1960 |            |       |        | Stadion: Mr. Ovingstraat, Klazienaveen Toeschouwers: 3.500 Scheidsrechter: Jan Groenewoud |
|               |            |       |        |                                                                                           |

|               |               |       |     |                                                                                          |
| 10 april 1960 | Zwolsche Boys | 0 – 0 | UVS | Stadion: Gemeentelijk Sportpark, Zwolle Toeschouwers: 3.500 Scheidsrechter: Bob Tientjes |
| 10 april 1960 |               |       |     | Stadion: Gemeentelijk Sportpark, Zwolle Toeschouwers: 3.500 Scheidsrechter: Bob Tientjes |
| 10 april 1960 |               |       |     | Stadion: Gemeentelijk Sportpark, Zwolle Toeschouwers: 3.500 Scheidsrechter: Bob Tientjes |
| 10 april 1960 |               |       |     | Stadion: Gemeentelijk Sportpark, Zwolle Toeschouwers: 3.500 Scheidsrechter: Bob Tientjes |
|               |               |       |     |                                                                                          |

## Speelronde 2
|               |        |       |               |                                                                                            |
| 16 april 1960 | Rheden | 0 – 0 | Zwolsche Boys | Stadion: Thomassen-terrein, Rheden Toeschouwers: 3.000 Scheidsrechter: Andries van Leeuwen |
| 16 april 1960 |        |       |               | Stadion: Thomassen-terrein, Rheden Toeschouwers: 3.000 Scheidsrechter: Andries van Leeuwen |
| 16 april 1960 |        |       |               | Stadion: Thomassen-terrein, Rheden Toeschouwers: 3.000 Scheidsrechter: Andries van Leeuwen |
| 16 april 1960 |        |       |               | Stadion: Thomassen-terrein, Rheden Toeschouwers: 3.000 Scheidsrechter: Andries van Leeuwen |
|               |        |       |               |                                                                                            |

|               |                         |       |     |                                                                                         |
| 16 april 1960 | UVS                     | 1 – 0 | ONA | Stadion: Wassenaarseweg, Leiden Toeschouwers: 4.500 Scheidsrechter: Andries van Leeuwen |
| 16 april 1960 | Jacques van Leeuwen 32' |       |     | Stadion: Wassenaarseweg, Leiden Toeschouwers: 4.500 Scheidsrechter: Andries van Leeuwen |
| 16 april 1960 |                         |       |     | Stadion: Wassenaarseweg, Leiden Toeschouwers: 4.500 Scheidsrechter: Andries van Leeuwen |
| 16 april 1960 |                         |       |     | Stadion: Wassenaarseweg, Leiden Toeschouwers: 4.500 Scheidsrechter: Andries van Leeuwen |
|               |                         |       |     |                                                                                         |

|               |           |       |            |                                                                                     |
| 16 april 1960 | Velocitas | 0 – 0 | Zwartemeer | Stadion: Stadspark, Groningen Toeschouwers: 3.000/2.500 Scheidsrechter: Wim Beltman |
| 16 april 1960 |           |       |            | Stadion: Stadspark, Groningen Toeschouwers: 3.000/2.500 Scheidsrechter: Wim Beltman |
| 16 april 1960 |           |       |            | Stadion: Stadspark, Groningen Toeschouwers: 3.000/2.500 Scheidsrechter: Wim Beltman |
| 16 april 1960 |           |       |            | Stadion: Stadspark, Groningen Toeschouwers: 3.000/2.500 Scheidsrechter: Wim Beltman |
|               |           |       |            |                                                                                     |

|               |                                 |       |               |                                                                                  |
| 16 april 1960 | Xerxes                          | 2 – 1 | Baronie       | Stadion: Xerxesweg, Rotterdam Toeschouwers: 1.800 Scheidsrechter: Jan Bronkhorst |
| 16 april 1960 | Frans Wuijts 20' Jan Middeldorp |       | Henny Soffers | Stadion: Xerxesweg, Rotterdam Toeschouwers: 1.800 Scheidsrechter: Jan Bronkhorst |
| 16 april 1960 |                                 |       |               | Stadion: Xerxesweg, Rotterdam Toeschouwers: 1.800 Scheidsrechter: Jan Bronkhorst |
| 16 april 1960 |                                 |       |               | Stadion: Xerxesweg, Rotterdam Toeschouwers: 1.800 Scheidsrechter: Jan Bronkhorst |
|               |                                 |       |               |                                                                                  |

## Speelronde 3
|               |                                 |       |                   |                                                                               |
| 18 april 1960 | ONA                             | 2 – 1 | Rheden            | Stadion: Walvisstraat, Gouda Toeschouwers: 4.000 Scheidsrechter: Bob Tientjes |
| 18 april 1960 | Jan Nijman 61' C. van Rhijn 75' |       | 37' Fijko Aalders | Stadion: Walvisstraat, Gouda Toeschouwers: 4.000 Scheidsrechter: Bob Tientjes |
| 18 april 1960 |                                 |       |                   | Stadion: Walvisstraat, Gouda Toeschouwers: 4.000 Scheidsrechter: Bob Tientjes |
| 18 april 1960 |                                 |       |                   | Stadion: Walvisstraat, Gouda Toeschouwers: 4.000 Scheidsrechter: Bob Tientjes |
|               |                                 |       |                   |                                                                               |

|               |     |       |        |                                                                                  |
| 18 april 1960 | UVS | 0 – 0 | Xerxes | Stadion: Wassenaarseweg, Leiden Toeschouwers: 4.500 Scheidsrechter: Ad Boogaerts |
| 18 april 1960 |     |       |        | Stadion: Wassenaarseweg, Leiden Toeschouwers: 4.500 Scheidsrechter: Ad Boogaerts |
| 18 april 1960 |     |       |        | Stadion: Wassenaarseweg, Leiden Toeschouwers: 4.500 Scheidsrechter: Ad Boogaerts |
| 18 april 1960 |     |       |        | Stadion: Wassenaarseweg, Leiden Toeschouwers: 4.500 Scheidsrechter: Ad Boogaerts |
|               |     |       |        |                                                                                  |

|               |            |                        |         |                                                                                           |
| 18 april 1960 | Zwartemeer | 0 – 1                  | Baronie | Stadion: Mr. Ovingstraat, Klazienaveen Toeschouwers: 4.000 Scheidsrechter: Jaap Bijleveld |
| 18 april 1960 |            | 30' Piet van den Broek |         | Stadion: Mr. Ovingstraat, Klazienaveen Toeschouwers: 4.000 Scheidsrechter: Jaap Bijleveld |
| 18 april 1960 |            |                        |         | Stadion: Mr. Ovingstraat, Klazienaveen Toeschouwers: 4.000 Scheidsrechter: Jaap Bijleveld |
| 18 april 1960 |            |                        |         | Stadion: Mr. Ovingstraat, Klazienaveen Toeschouwers: 4.000 Scheidsrechter: Jaap Bijleveld |
|               |            |                        |         |                                                                                           |

|               |               |       |           |                                                                                           |
| 18 april 1960 | Zwolsche Boys | 0 – 0 | Velocitas | Stadion: Gemeentelijk Sportpark, Zwolle Toeschouwers: 3.500 Scheidsrechter: Henk Lazaroms |
| 18 april 1960 |               |       |           | Stadion: Gemeentelijk Sportpark, Zwolle Toeschouwers: 3.500 Scheidsrechter: Henk Lazaroms |
| 18 april 1960 |               |       |           | Stadion: Gemeentelijk Sportpark, Zwolle Toeschouwers: 3.500 Scheidsrechter: Henk Lazaroms |
| 18 april 1960 |               |       |           | Stadion: Gemeentelijk Sportpark, Zwolle Toeschouwers: 3.500 Scheidsrechter: Henk Lazaroms |
|               |               |       |           |                                                                                           |

## Speelronde 4
|               |                                        |       |                                                        |                                                                                           |
| 24 april 1960 | Baronie                                | 2 – 3 | Zwolsche Boys                                          | Stadion: Gemeentelijk Sportpark, Zwolle Toeschouwers: 2.500 Scheidsrechter: Dirk van Male |
| 24 april 1960 | Frans Roelandt 15' Kees Groeneveld 90' |       | 20' Rein van Veen 35' Theo Heidenrijk 60' Wim Bisschop | Stadion: Gemeentelijk Sportpark, Zwolle Toeschouwers: 2.500 Scheidsrechter: Dirk van Male |
| 24 april 1960 |                                        |       |                                                        | Stadion: Gemeentelijk Sportpark, Zwolle Toeschouwers: 2.500 Scheidsrechter: Dirk van Male |
| 24 april 1960 |                                        |       |                                                        | Stadion: Gemeentelijk Sportpark, Zwolle Toeschouwers: 2.500 Scheidsrechter: Dirk van Male |
|               |                                        |       |                                                        |                                                                                           |

|               |        |                                                            |     |                                                                                     |
| 24 april 1960 | Rheden | 0 – 4                                                      | UVS | Stadion: Thomassen-terrein, Rheden Toeschouwers: 1.000 Scheidsrechter: Joop Martens |
| 24 april 1960 |        | 3', 22' Coen Rijshouwer 65' Leo van Toorn 81' Han Verhoeks |     | Stadion: Thomassen-terrein, Rheden Toeschouwers: 1.000 Scheidsrechter: Joop Martens |
| 24 april 1960 |        |                                                            |     | Stadion: Thomassen-terrein, Rheden Toeschouwers: 1.000 Scheidsrechter: Joop Martens |
| 24 april 1960 |        |                                                            |     | Stadion: Thomassen-terrein, Rheden Toeschouwers: 1.000 Scheidsrechter: Joop Martens |
|               |        |                                                            |     |                                                                                     |

|               |                                         |       |                       |                                                                                |
| 24 april 1960 | Velocitas                               | 3 – 1 | ONA                   | Stadion: Stadspark, Groningen Toeschouwers: 750 Scheidsrechter: André La Croix |
| 24 april 1960 | Henk Medema 75' Evert Drommel Klöne 90' |       | 3' Adrie van den Berg | Stadion: Stadspark, Groningen Toeschouwers: 750 Scheidsrechter: André La Croix |
| 24 april 1960 |                                         |       |                       | Stadion: Stadspark, Groningen Toeschouwers: 750 Scheidsrechter: André La Croix |
| 24 april 1960 |                                         |       |                       | Stadion: Stadspark, Groningen Toeschouwers: 750 Scheidsrechter: André La Croix |
|               |                                         |       |                       |                                                                                |

|               |        |                           |            |                                                                                 |
| 24 april 1960 | Xerxes | 0 – 1                     | Zwartemeer | Stadion: Xerxesweg, Rotterdam Toeschouwers: 2.000 Scheidsrechter: Gerard Florin |
| 24 april 1960 |        | 30' Katrinus van der Werf |            | Stadion: Xerxesweg, Rotterdam Toeschouwers: 2.000 Scheidsrechter: Gerard Florin |
| 24 april 1960 |        |                           |            | Stadion: Xerxesweg, Rotterdam Toeschouwers: 2.000 Scheidsrechter: Gerard Florin |
| 24 april 1960 |        |                           |            | Stadion: Xerxesweg, Rotterdam Toeschouwers: 2.000 Scheidsrechter: Gerard Florin |
|               |        |                           |            |                                                                                 |

## Speelronde 5
|            |     |                        |         |                                                                             |
| 1 mei 1960 | ONA | 0 – 1                  | Baronie | Stadion: Walvisstraat, Gouda Toeschouwers: 3.200 Scheidsrechter: Jan Trumpi |
| 1 mei 1960 |     | 20' Piet van den Broek |         | Stadion: Walvisstraat, Gouda Toeschouwers: 3.200 Scheidsrechter: Jan Trumpi |
| 1 mei 1960 |     |                        |         | Stadion: Walvisstraat, Gouda Toeschouwers: 3.200 Scheidsrechter: Jan Trumpi |
| 1 mei 1960 |     |                        |         | Stadion: Walvisstraat, Gouda Toeschouwers: 3.200 Scheidsrechter: Jan Trumpi |
|            |     |                        |         |                                                                             |

|            |                                 |       |        |                                                                                       |
| 1 mei 1960 | Rheden                          | 2 – 0 | Xerxes | Stadion: Thomassen-terrein, Rheden Toeschouwers: 2.000 Scheidsrechter: Jan Groenewoud |
| 1 mei 1960 | Henk Bosveld 75' Ap Bosveld 85' |       |        | Stadion: Thomassen-terrein, Rheden Toeschouwers: 2.000 Scheidsrechter: Jan Groenewoud |
| 1 mei 1960 |                                 |       |        | Stadion: Thomassen-terrein, Rheden Toeschouwers: 2.000 Scheidsrechter: Jan Groenewoud |
| 1 mei 1960 |                                 |       |        | Stadion: Thomassen-terrein, Rheden Toeschouwers: 2.000 Scheidsrechter: Jan Groenewoud |
|            |                                 |       |        |                                                                                       |

|            |                                                                  |       |                   |                                                                                      |
| 1 mei 1960 | UVS                                                              | 4 – 1 | Velocitas         | Stadion: Wassenaarseweg, Leiden Toeschouwers: 4.500 Scheidsrechter: Cor van den Berg |
| 1 mei 1960 | Leo van Toorn 11', 68' Wim van Kampen 52' (pen.) Ben Goosens 65' |       | 47' Evert Drommel | Stadion: Wassenaarseweg, Leiden Toeschouwers: 4.500 Scheidsrechter: Cor van den Berg |
| 1 mei 1960 |                                                                  |       |                   | Stadion: Wassenaarseweg, Leiden Toeschouwers: 4.500 Scheidsrechter: Cor van den Berg |
| 1 mei 1960 |                                                                  |       |                   | Stadion: Wassenaarseweg, Leiden Toeschouwers: 4.500 Scheidsrechter: Cor van den Berg |
|            |                                                                  |       |                   |                                                                                      |

|            |                    |       |                   |                                                                                         |
| 1 mei 1960 | Zwolsche Boys      | 1 – 1 | Zwartemeer        | Stadion: Gemeentelijk Sportpark, Zwolle Toeschouwers: 4.500 Scheidsrechter: D.I. Jansen |
| 1 mei 1960 | Hennie van Nee 64' |       | 55' Tonny Roosken | Stadion: Gemeentelijk Sportpark, Zwolle Toeschouwers: 4.500 Scheidsrechter: D.I. Jansen |
| 1 mei 1960 |                    |       |                   | Stadion: Gemeentelijk Sportpark, Zwolle Toeschouwers: 4.500 Scheidsrechter: D.I. Jansen |
| 1 mei 1960 |                    |       |                   | Stadion: Gemeentelijk Sportpark, Zwolle Toeschouwers: 4.500 Scheidsrechter: D.I. Jansen |
|            |                    |       |                   |                                                                                         |

## Speelronde 6
|            |                                              |       |     |                                                                                    |
| 5 mei 1960 | Baronie                                      | 2 – 0 | UVS | Stadion: Fatimastraat, Breda Toeschouwers: 3.500 Scheidsrechter: Huib van den Berg |
| 5 mei 1960 | Wim van den Broek 20' Piet van den Broek 67' |       |     | Stadion: Fatimastraat, Breda Toeschouwers: 3.500 Scheidsrechter: Huib van den Berg |
| 5 mei 1960 |                                              |       |     | Stadion: Fatimastraat, Breda Toeschouwers: 3.500 Scheidsrechter: Huib van den Berg |
| 5 mei 1960 |                                              |       |     | Stadion: Fatimastraat, Breda Toeschouwers: 3.500 Scheidsrechter: Huib van den Berg |
|            |                                              |       |     |                                                                                    |

|            |                   |       |                |                                                                                  |
| 5 mei 1960 | Velocitas         | 2 – 1 | Rheden         | Stadion: Stadspark, Groningen Toeschouwers: 2.000 Scheidsrechter: Cees Arkenbout |
| 5 mei 1960 | Jan Bats 12', 43' |       | 75' Ap Bosveld | Stadion: Stadspark, Groningen Toeschouwers: 2.000 Scheidsrechter: Cees Arkenbout |
| 5 mei 1960 |                   |       |                | Stadion: Stadspark, Groningen Toeschouwers: 2.000 Scheidsrechter: Cees Arkenbout |
| 5 mei 1960 |                   |       |                | Stadion: Stadspark, Groningen Toeschouwers: 2.000 Scheidsrechter: Cees Arkenbout |
|            |                   |       |                |                                                                                  |

|            |                                    |       |                     |                                                            |
| 5 mei 1960 | Zwartemeer                         | 3 – 1 | ONA                 | Stadion: Mr. Ovingstraat, Klazienaveen Toeschouwers: 7.000 |
| 5 mei 1960 | Job Drent 11' Jan Wolters 43', 53' |       | 57' A. van Adrichem | Stadion: Mr. Ovingstraat, Klazienaveen Toeschouwers: 7.000 |
| 5 mei 1960 |                                    |       |                     | Stadion: Mr. Ovingstraat, Klazienaveen Toeschouwers: 7.000 |
| 5 mei 1960 |                                    |       |                     | Stadion: Mr. Ovingstraat, Klazienaveen Toeschouwers: 7.000 |
|            |                                    |       |                     |                                                            |

|            |                                                             |       |                                                        |                                         |
| 5 mei 1960 | Zwolsche Boys                                               | 4 – 3 | Xerxes                                                 | Stadion: Gemeentelijk Sportpark, Zwolle |
| 5 mei 1960 | Tjeerd Henstra 14' Wim Bisschop 47', 87' Hennie van Nee 80' |       | 11' Frans Wuijts 17' Martin Snoeck 37' Hans Rijshouwer | Stadion: Gemeentelijk Sportpark, Zwolle |
| 5 mei 1960 |                                                             |       |                                                        | Stadion: Gemeentelijk Sportpark, Zwolle |
| 5 mei 1960 |                                                             |       |                                                        | Stadion: Gemeentelijk Sportpark, Zwolle |
|            |                                                             |       |                                                        |                                         |

## Speelronde 7
|            |                |       |                                                            |                                                                                    |
| 8 mei 1960 | ONA            | 1 – 4 | Zwolsche Boys                                              | Stadion: Walvisstraat, Gouda Toeschouwers: 2.500 Scheidsrechter: Henk van der Veer |
| 8 mei 1960 | Jan Nijman 66' |       | 1' Tjeerd Henstra 26' Hennie van Nee 84', 86' Wim Bisschop | Stadion: Walvisstraat, Gouda Toeschouwers: 2.500 Scheidsrechter: Henk van der Veer |
| 8 mei 1960 |                |       |                                                            | Stadion: Walvisstraat, Gouda Toeschouwers: 2.500 Scheidsrechter: Henk van der Veer |
| 8 mei 1960 |                |       |                                                            | Stadion: Walvisstraat, Gouda Toeschouwers: 2.500 Scheidsrechter: Henk van der Veer |
|            |                |       |                                                            |                                                                                    |

|            |                   |       |                                             |                                                                                       |
| 8 mei 1960 | Rheden            | 1 – 2 | Baronie                                     | Stadion: Thomassen-terrein, Rheden Toeschouwers: 2.000 Scheidsrechter: Martin Schings |
| 8 mei 1960 | Fijko Aalders 68' |       | 1' Wim van den Broek 25' Piet van den Broek | Stadion: Thomassen-terrein, Rheden Toeschouwers: 2.000 Scheidsrechter: Martin Schings |
| 8 mei 1960 |                   |       |                                             | Stadion: Thomassen-terrein, Rheden Toeschouwers: 2.000 Scheidsrechter: Martin Schings |
| 8 mei 1960 |                   |       |                                             | Stadion: Thomassen-terrein, Rheden Toeschouwers: 2.000 Scheidsrechter: Martin Schings |
|            |                   |       |                                             |                                                                                       |

|            |     |       |            |                                                                                    |
| 8 mei 1960 | UVS | 0 – 0 | Zwartemeer | Stadion: Wassenaarseweg, Leiden Toeschouwers: 4.500 Scheidsrechter: Henk Gennissen |
| 8 mei 1960 |     |       |            | Stadion: Wassenaarseweg, Leiden Toeschouwers: 4.500 Scheidsrechter: Henk Gennissen |
| 8 mei 1960 |     |       |            | Stadion: Wassenaarseweg, Leiden Toeschouwers: 4.500 Scheidsrechter: Henk Gennissen |
| 8 mei 1960 |     |       |            | Stadion: Wassenaarseweg, Leiden Toeschouwers: 4.500 Scheidsrechter: Henk Gennissen |
|            |     |       |            |                                                                                    |

|            |                                                   |       |             |                                                                               |
| 8 mei 1960 | Xerxes                                            | 4 – 1 | Velocitas   | Stadion: Xerxesweg, Rotterdam Toeschouwers: 1.100 Scheidsrechter: Jan Godding |
| 8 mei 1960 | Wim Pijpe 30' Kees Hendriks 35' Peet Geel –', 88' |       | Jan Koolman | Stadion: Xerxesweg, Rotterdam Toeschouwers: 1.100 Scheidsrechter: Jan Godding |
| 8 mei 1960 |                                                   |       |             | Stadion: Xerxesweg, Rotterdam Toeschouwers: 1.100 Scheidsrechter: Jan Godding |
| 8 mei 1960 |                                                   |       |             | Stadion: Xerxesweg, Rotterdam Toeschouwers: 1.100 Scheidsrechter: Jan Godding |
|            |                                                   |       |             |                                                                               |

## Speelronde 8
|             |                |       |                                                             |                                                                                    |
| 15 mei 1960 | Rheden         | 1 – 4 | Zwartemeer                                                  | Stadion: Thomassen-terrein, Rheden Toeschouwers: 2.200 Scheidsrechter: Jan Mondeel |
| 15 mei 1960 | Ap Bosveld 61' |       | 67', 85' Tonny Roosken 69' Theo Kalter 80' (pen.) Job Drent | Stadion: Thomassen-terrein, Rheden Toeschouwers: 2.200 Scheidsrechter: Jan Mondeel |
| 15 mei 1960 |                |       |                                                             | Stadion: Thomassen-terrein, Rheden Toeschouwers: 2.200 Scheidsrechter: Jan Mondeel |
| 15 mei 1960 |                |       |                                                             | Stadion: Thomassen-terrein, Rheden Toeschouwers: 2.200 Scheidsrechter: Jan Mondeel |
|             |                |       |                                                             |                                                                                    |

|             |                                                                   |       |               |                                                                                  |
| 15 mei 1960 | UVS                                                               | 4 – 0 | Zwolsche Boys | Stadion: Wassenaarseweg, Leiden Toeschouwers: 4.000 Scheidsrechter: Jaap Verkerk |
| 15 mei 1960 | Wim van Kampen 21', 77' (pen.) Leo van Toorn 80' Han Verhoeks 81' |       |               | Stadion: Wassenaarseweg, Leiden Toeschouwers: 4.000 Scheidsrechter: Jaap Verkerk |
| 15 mei 1960 |                                                                   |       |               | Stadion: Wassenaarseweg, Leiden Toeschouwers: 4.000 Scheidsrechter: Jaap Verkerk |
| 15 mei 1960 |                                                                   |       |               | Stadion: Wassenaarseweg, Leiden Toeschouwers: 4.000 Scheidsrechter: Jaap Verkerk |
|             |                                                                   |       |               |                                                                                  |

|             |                     |       |         |                                                                                   |
| 15 mei 1960 | Velocitas           | 1 – 0 | Baronie | Stadion: Stadspark, Groningen Toeschouwers: 2.500 Scheidsrechter: Henk Veldhuizen |
| 15 mei 1960 | Jaap van Oosten 11' |       |         | Stadion: Stadspark, Groningen Toeschouwers: 2.500 Scheidsrechter: Henk Veldhuizen |
| 15 mei 1960 |                     |       |         | Stadion: Stadspark, Groningen Toeschouwers: 2.500 Scheidsrechter: Henk Veldhuizen |
| 15 mei 1960 |                     |       |         | Stadion: Stadspark, Groningen Toeschouwers: 2.500 Scheidsrechter: Henk Veldhuizen |
|             |                     |       |         |                                                                                   |

|             |                                             |       |                        |                                                                                  |
| 15 mei 1960 | Xerxes                                      | 3 – 1 | ONA                    | Stadion: Xerxesweg, Rotterdam Toeschouwers: 3.500 Scheidsrechter: Martin Schings |
| 15 mei 1960 | Martin Snoeck 10', 85' Peet Geel 65' (pen.) |       | 90' Adrie van den Berg | Stadion: Xerxesweg, Rotterdam Toeschouwers: 3.500 Scheidsrechter: Martin Schings |
| 15 mei 1960 |                                             |       |                        | Stadion: Xerxesweg, Rotterdam Toeschouwers: 3.500 Scheidsrechter: Martin Schings |
| 15 mei 1960 |                                             |       |                        | Stadion: Xerxesweg, Rotterdam Toeschouwers: 3.500 Scheidsrechter: Martin Schings |
|             |                                             |       |                        |                                                                                  |

## Speelronde 9
|             |         |               |        |                                                                                 |
| 22 mei 1960 | Baronie | 0 – 1         | Xerxes | Stadion: Fatimastraat, Breda Toeschouwers: 3.000 Scheidsrechter: Cees Arkenbout |
| 22 mei 1960 |         | 12' Peet Geel |        | Stadion: Fatimastraat, Breda Toeschouwers: 3.000 Scheidsrechter: Cees Arkenbout |
| 22 mei 1960 |         |               |        | Stadion: Fatimastraat, Breda Toeschouwers: 3.000 Scheidsrechter: Cees Arkenbout |
| 22 mei 1960 |         |               |        | Stadion: Fatimastraat, Breda Toeschouwers: 3.000 Scheidsrechter: Cees Arkenbout |
|             |         |               |        |                                                                                 |

|             |                        |       |                                      |                                                                              |
| 22 mei 1960 | ONA                    | 1 – 2 | UVS                                  | Stadion: Walvisstraat, Gouda Toeschouwers: 4.500 Scheidsrechter: Jan Mondeel |
| 22 mei 1960 | Adrie van den Berg 85' |       | 4' Coen Rijshouwer 38' Leo van Toorn | Stadion: Walvisstraat, Gouda Toeschouwers: 4.500 Scheidsrechter: Jan Mondeel |
| 22 mei 1960 |                        |       |                                      | Stadion: Walvisstraat, Gouda Toeschouwers: 4.500 Scheidsrechter: Jan Mondeel |
| 22 mei 1960 |                        |       |                                      | Stadion: Walvisstraat, Gouda Toeschouwers: 4.500 Scheidsrechter: Jan Mondeel |
|             |                        |       |                                      |                                                                              |

|             |               |       |           |                                                                                           |
| 22 mei 1960 | Zwartemeer    | 1 – 0 | Velocitas | Stadion: Mr. Ovingstraat, Klazienaveen Toeschouwers: 6.000 Scheidsrechter: Lau van Ravens |
| 22 mei 1960 | Job Drent 53' |       |           | Stadion: Mr. Ovingstraat, Klazienaveen Toeschouwers: 6.000 Scheidsrechter: Lau van Ravens |
| 22 mei 1960 |               |       |           | Stadion: Mr. Ovingstraat, Klazienaveen Toeschouwers: 6.000 Scheidsrechter: Lau van Ravens |
| 22 mei 1960 |               |       |           | Stadion: Mr. Ovingstraat, Klazienaveen Toeschouwers: 6.000 Scheidsrechter: Lau van Ravens |
|             |               |       |           |                                                                                           |

|             |                                      |       |                |                                                                                           |
| 22 mei 1960 | Zwolsche Boys                        | 2 – 1 | Rheden         | Stadion: Gemeentelijk Sportpark, Zwolle Toeschouwers: 3.500 Scheidsrechter: Gerard Florin |
| 22 mei 1960 | Wim Bisschop 5' Tinus van Kampen 81' |       | 39' Ap Bosveld | Stadion: Gemeentelijk Sportpark, Zwolle Toeschouwers: 3.500 Scheidsrechter: Gerard Florin |
| 22 mei 1960 |                                      |       |                | Stadion: Gemeentelijk Sportpark, Zwolle Toeschouwers: 3.500 Scheidsrechter: Gerard Florin |
| 22 mei 1960 |                                      |       |                | Stadion: Gemeentelijk Sportpark, Zwolle Toeschouwers: 3.500 Scheidsrechter: Gerard Florin |
|             |                                      |       |                |                                                                                           |

## Speelronde 10
|             |                                              |       |                                       |                                                                               |
| 26 mei 1960 | Baronie                                      | 2 – 3 | Zwartemeer                            | Stadion: Fatimastraat, Breda Toeschouwers: 2.500 Scheidsrechter: Ad Boogaerts |
| 26 mei 1960 | Piet van den Broek 2' Kees van de Berghe 55' |       | 4', 26' Tonny Roosken 87' Hans Kalter | Stadion: Fatimastraat, Breda Toeschouwers: 2.500 Scheidsrechter: Ad Boogaerts |
| 26 mei 1960 |                                              |       |                                       | Stadion: Fatimastraat, Breda Toeschouwers: 2.500 Scheidsrechter: Ad Boogaerts |
| 26 mei 1960 |                                              |       |                                       | Stadion: Fatimastraat, Breda Toeschouwers: 2.500 Scheidsrechter: Ad Boogaerts |
|             |                                              |       |                                       |                                                                               |

|             |                                  |       |                 |                                                                                        |
| 26 mei 1960 | Rheden                           | 2 – 1 | ONA             | Stadion: Thomassen-terrein, Rheden Toeschouwers: 1.500 Scheidsrechter: Joop Dreimüller |
| 26 mei 1960 | Theo Bremer 35' Frits Smeenk 71' |       | 22' Joop Christ | Stadion: Thomassen-terrein, Rheden Toeschouwers: 1.500 Scheidsrechter: Joop Dreimüller |
| 26 mei 1960 |                                  |       |                 | Stadion: Thomassen-terrein, Rheden Toeschouwers: 1.500 Scheidsrechter: Joop Dreimüller |
| 26 mei 1960 |                                  |       |                 | Stadion: Thomassen-terrein, Rheden Toeschouwers: 1.500 Scheidsrechter: Joop Dreimüller |
|             |                                  |       |                 |                                                                                        |

|             |           |       |               |                                                                                |
| 26 mei 1960 | Velocitas | 0 – 0 | Zwolsche Boys | Stadion: Stadspark, Groningen Toeschouwers: 3.000 Scheidsrechter: Joop Martens |
| 26 mei 1960 |           |       |               | Stadion: Stadspark, Groningen Toeschouwers: 3.000 Scheidsrechter: Joop Martens |
| 26 mei 1960 |           |       |               | Stadion: Stadspark, Groningen Toeschouwers: 3.000 Scheidsrechter: Joop Martens |
| 26 mei 1960 |           |       |               | Stadion: Stadspark, Groningen Toeschouwers: 3.000 Scheidsrechter: Joop Martens |
|             |           |       |               |                                                                                |

|             |               |       |     |                                                                                  |
| 26 mei 1960 | Xerxes        | 1 – 0 | UVS | Stadion: Xerxesweg, Rotterdam Toeschouwers: 4.000 Scheidsrechter: André La Croix |
| 26 mei 1960 | Wim Pijpe 31' |       |     | Stadion: Xerxesweg, Rotterdam Toeschouwers: 4.000 Scheidsrechter: André La Croix |
| 26 mei 1960 |               |       |     | Stadion: Xerxesweg, Rotterdam Toeschouwers: 4.000 Scheidsrechter: André La Croix |
| 26 mei 1960 |               |       |     | Stadion: Xerxesweg, Rotterdam Toeschouwers: 4.000 Scheidsrechter: André La Croix |
|             |               |       |     |                                                                                  |

## Speelronde 11
|             |                 |       |                     |                                                                               |
| 29 mei 1960 | ONA             | 1 – 1 | Velocitas           | Stadion: Walvisstraat, Gouda Toeschouwers: 1.500 Scheidsrechter: Koen Brouwer |
| 29 mei 1960 | Joop Christ 70' |       | 23' Jaap van Oosten | Stadion: Walvisstraat, Gouda Toeschouwers: 1.500 Scheidsrechter: Koen Brouwer |
| 29 mei 1960 |                 |       |                     | Stadion: Walvisstraat, Gouda Toeschouwers: 1.500 Scheidsrechter: Koen Brouwer |
| 29 mei 1960 |                 |       |                     | Stadion: Walvisstraat, Gouda Toeschouwers: 1.500 Scheidsrechter: Koen Brouwer |
|             |                 |       |                     |                                                                               |

|             |                                                                                     |       |                     |                                                                                     |
| 29 mei 1960 | UVS                                                                                 | 5 – 1 | Rheden              | Stadion: Wassenaarseweg, Leiden Toeschouwers: 2.500 Scheidsrechter: Janus Aalbrecht |
| 29 mei 1960 | Wim van Kampen 34', 37' (pen.) Leo van Toorn 45' Freek Filippo 61' Han Verhoeks 65' |       | 88' H.C.M. Westdorp | Stadion: Wassenaarseweg, Leiden Toeschouwers: 2.500 Scheidsrechter: Janus Aalbrecht |
| 29 mei 1960 |                                                                                     |       |                     | Stadion: Wassenaarseweg, Leiden Toeschouwers: 2.500 Scheidsrechter: Janus Aalbrecht |
| 29 mei 1960 |                                                                                     |       |                     | Stadion: Wassenaarseweg, Leiden Toeschouwers: 2.500 Scheidsrechter: Janus Aalbrecht |
|             |                                                                                     |       |                     |                                                                                     |

|             |               |       |                   |                                                                                        |
| 29 mei 1960 | Zwartemeer    | 1 – 1 | Xerxes            | Stadion: Mr. Ovingstraat, Klazienaveen Toeschouwers: 4.000 Scheidsrechter: Wim Beltman |
| 29 mei 1960 | Job Drent 65' |       | 44' Martin Snoeck | Stadion: Mr. Ovingstraat, Klazienaveen Toeschouwers: 4.000 Scheidsrechter: Wim Beltman |
| 29 mei 1960 |               |       |                   | Stadion: Mr. Ovingstraat, Klazienaveen Toeschouwers: 4.000 Scheidsrechter: Wim Beltman |
| 29 mei 1960 |               |       |                   | Stadion: Mr. Ovingstraat, Klazienaveen Toeschouwers: 4.000 Scheidsrechter: Wim Beltman |
|             |               |       |                   |                                                                                        |

|             |                    |       |            |                                                                                            |
| 29 mei 1960 | Zwolsche Boys      | 1 – 1 | Baronie    | Stadion: Gemeentelijk Sportpark, Zwolle Toeschouwers: 3.000 Scheidsrechter: Jan Bronkhorst |
| 29 mei 1960 | Hennie van Nee 11' |       | 87' Ad Kop | Stadion: Gemeentelijk Sportpark, Zwolle Toeschouwers: 3.000 Scheidsrechter: Jan Bronkhorst |
| 29 mei 1960 |                    |       |            | Stadion: Gemeentelijk Sportpark, Zwolle Toeschouwers: 3.000 Scheidsrechter: Jan Bronkhorst |
| 29 mei 1960 |                    |       |            | Stadion: Gemeentelijk Sportpark, Zwolle Toeschouwers: 3.000 Scheidsrechter: Jan Bronkhorst |
|             |                    |       |            |                                                                                            |

## Speelronde 12
|             |                                    |       |     |                                                                                    |
| 4 juni 1960 | Baronie                            | 3 – 0 | ONA | Stadion: Beatrixstraat, Breda Toeschouwers: 3.000 Scheidsrechter: Chris Roodenburg |
| 4 juni 1960 | Kees Groeneveld 1', 85' Ad Kop 42' |       |     | Stadion: Beatrixstraat, Breda Toeschouwers: 3.000 Scheidsrechter: Chris Roodenburg |
| 4 juni 1960 |                                    |       |     | Stadion: Beatrixstraat, Breda Toeschouwers: 3.000 Scheidsrechter: Chris Roodenburg |
| 4 juni 1960 |                                    |       |     | Stadion: Beatrixstraat, Breda Toeschouwers: 3.000 Scheidsrechter: Chris Roodenburg |
|             |                                    |       |     |                                                                                    |

|             |           |                                       |     |                                                                                        |
| 4 juni 1960 | Velocitas | 0 – 2                                 | UVS | Stadion: Stadion Oosterpark, Groningen Toeschouwers: 1.500 Scheidsrechter: Wim Beltman |
| 4 juni 1960 |           | 6' Wim van Kampen 75' Coen Rijshouwer |     | Stadion: Stadion Oosterpark, Groningen Toeschouwers: 1.500 Scheidsrechter: Wim Beltman |
| 4 juni 1960 |           |                                       |     | Stadion: Stadion Oosterpark, Groningen Toeschouwers: 1.500 Scheidsrechter: Wim Beltman |
| 4 juni 1960 |           |                                       |     | Stadion: Stadion Oosterpark, Groningen Toeschouwers: 1.500 Scheidsrechter: Wim Beltman |
|             |           |                                       |     |                                                                                        |

|             |               |       |                        |                                                   |
| 4 juni 1960 | Xerxes        | 1 – 1 | Rheden                 | Stadion: Xerxesweg, Rotterdam Toeschouwers: 4.500 |
| 4 juni 1960 | Peet Geel 40' |       | 68' Henk van de Kracht | Stadion: Xerxesweg, Rotterdam Toeschouwers: 4.500 |
| 4 juni 1960 |               |       |                        | Stadion: Xerxesweg, Rotterdam Toeschouwers: 4.500 |
| 4 juni 1960 |               |       |                        | Stadion: Xerxesweg, Rotterdam Toeschouwers: 4.500 |
|             |               |       |                        |                                                   |

|             |                                 |       |                                      |                                                                                                |
| 4 juni 1960 | Zwartemeer                      | 2 – 2 | Zwolsche Boys                        | Stadion: Mr. Ovingstraat, Klazienaveen Toeschouwers: 4.000 Scheidsrechter: Andries van Leeuwen |
| 4 juni 1960 | Jan Smit 23' Gerard Lippold 70' |       | 55' Rein van Veen 74' Tjeerd Henstra | Stadion: Mr. Ovingstraat, Klazienaveen Toeschouwers: 4.000 Scheidsrechter: Andries van Leeuwen |
| 4 juni 1960 |                                 |       |                                      | Stadion: Mr. Ovingstraat, Klazienaveen Toeschouwers: 4.000 Scheidsrechter: Andries van Leeuwen |
| 4 juni 1960 |                                 |       |                                      | Stadion: Mr. Ovingstraat, Klazienaveen Toeschouwers: 4.000 Scheidsrechter: Andries van Leeuwen |
|             |                                 |       |                                      |                                                                                                |

## Speelronde 13
|             |                        |       |                       |                                                                           |
| 6 juni 1960 | ONA                    | 1 – 2 | Zwartemeer            | Stadion: Walvisstraat, Gouda Toeschouwers: 1.500 Scheidsrechter: Gorissen |
| 6 juni 1960 | Adrie van den Berg 75' |       | 25', –' Tonny Roosken | Stadion: Walvisstraat, Gouda Toeschouwers: 1.500 Scheidsrechter: Gorissen |
| 6 juni 1960 |                        |       |                       | Stadion: Walvisstraat, Gouda Toeschouwers: 1.500 Scheidsrechter: Gorissen |
| 6 juni 1960 |                        |       |                       | Stadion: Walvisstraat, Gouda Toeschouwers: 1.500 Scheidsrechter: Gorissen |
|             |                        |       |                       |                                                                           |

|             |                                  |       |                               |                                                                                     |
| 6 juni 1960 | Rheden                           | 2 – 2 | Velocitas                     | Stadion: Thomassen-terrein, Rheden Toeschouwers: 200 Scheidsrechter: Cees Arkenbout |
| 6 juni 1960 | Ap Bosveld 20' Fijko Aalders 60' |       | 35' Jurrie Smeltekop 40' Smit | Stadion: Thomassen-terrein, Rheden Toeschouwers: 200 Scheidsrechter: Cees Arkenbout |
| 6 juni 1960 |                                  |       |                               | Stadion: Thomassen-terrein, Rheden Toeschouwers: 200 Scheidsrechter: Cees Arkenbout |
| 6 juni 1960 |                                  |       |                               | Stadion: Thomassen-terrein, Rheden Toeschouwers: 200 Scheidsrechter: Cees Arkenbout |
|             |                                  |       |                               |                                                                                     |

|             |                                                                    |       |                           |                                                                                      |
| 6 juni 1960 | UVS                                                                | 5 – 1 | Baronie                   | Stadion: Wassenaarseweg, Leiden Toeschouwers: 3.000 Scheidsrechter: Cor van den Berg |
| 6 juni 1960 | Wim van Kampen 7', 48' (pen.) Coen Rijshouwer 61' Han Verhoeks 85' |       | 45' (pen.) Ad van Ierssel | Stadion: Wassenaarseweg, Leiden Toeschouwers: 3.000 Scheidsrechter: Cor van den Berg |
| 6 juni 1960 |                                                                    |       |                           | Stadion: Wassenaarseweg, Leiden Toeschouwers: 3.000 Scheidsrechter: Cor van den Berg |
| 6 juni 1960 |                                                                    |       |                           | Stadion: Wassenaarseweg, Leiden Toeschouwers: 3.000 Scheidsrechter: Cor van den Berg |
|             |                                                                    |       |                           |                                                                                      |

|             |                      |       |                                        |                                                                                 |
| 6 juni 1960 | Xerxes               | 1 – 2 | Zwolsche Boys                          | Stadion: Xerxesweg, Rotterdam Toeschouwers: 6.000 Scheidsrechter: Gerard Florin |
| 6 juni 1960 | Peet Geel 15' (pen.) |       | 10' Rein van Veen 36' Tinus van Kampen | Stadion: Xerxesweg, Rotterdam Toeschouwers: 6.000 Scheidsrechter: Gerard Florin |
| 6 juni 1960 |                      |       |                                        | Stadion: Xerxesweg, Rotterdam Toeschouwers: 6.000 Scheidsrechter: Gerard Florin |
| 6 juni 1960 |                      |       |                                        | Stadion: Xerxesweg, Rotterdam Toeschouwers: 6.000 Scheidsrechter: Gerard Florin |
|             |                      |       |                                        |                                                                                 |

## Speelronde 14
|              |         |                 |        |                                                                                  |
| 12 juni 1960 | Baronie | 0 – 1           | Rheden | Stadion: Beatrixstraat, Breda Toeschouwers: 7.000 Scheidsrechter: André La Croix |
| 12 juni 1960 |         | 87' Theo Bremer |        | Stadion: Beatrixstraat, Breda Toeschouwers: 7.000 Scheidsrechter: André La Croix |
| 12 juni 1960 |         |                 |        | Stadion: Beatrixstraat, Breda Toeschouwers: 7.000 Scheidsrechter: André La Croix |
| 12 juni 1960 |         |                 |        | Stadion: Beatrixstraat, Breda Toeschouwers: 7.000 Scheidsrechter: André La Croix |
|              |         |                 |        |                                                                                  |

|              |                                                                     |       |              |                                                                                  |
| 12 juni 1960 | Velocitas                                                           | 4 – 1 | Xerxes       | Stadion: Stadspark, Groningen Toeschouwers: 1.500 Scheidsrechter: Jan Bronkhorst |
| 12 juni 1960 | Jaap van Oosten 25' Evert Drommel 51' Jurrie Smeltekop 65' Smit 69' |       | Wim Wolffers | Stadion: Stadspark, Groningen Toeschouwers: 1.500 Scheidsrechter: Jan Bronkhorst |
| 12 juni 1960 |                                                                     |       |              | Stadion: Stadspark, Groningen Toeschouwers: 1.500 Scheidsrechter: Jan Bronkhorst |
| 12 juni 1960 |                                                                     |       |              | Stadion: Stadspark, Groningen Toeschouwers: 1.500 Scheidsrechter: Jan Bronkhorst |
|              |                                                                     |       |              |                                                                                  |

|              |                                                             |       |                    |                                                                                         |
| 12 juni 1960 | Zwartemeer                                                  | 5 – 1 | UVS                | Stadion: Mr. Ovingstraat, Klazienaveen Toeschouwers: 3.800 Scheidsrechter: Joop Martens |
| 12 juni 1960 | Jan Smit 18' Gerard Lippold 48', –' Tonny Roosken Job Drent |       | 22' Wim van Kampen | Stadion: Mr. Ovingstraat, Klazienaveen Toeschouwers: 3.800 Scheidsrechter: Joop Martens |
| 12 juni 1960 |                                                             |       |                    | Stadion: Mr. Ovingstraat, Klazienaveen Toeschouwers: 3.800 Scheidsrechter: Joop Martens |
| 12 juni 1960 |                                                             |       |                    | Stadion: Mr. Ovingstraat, Klazienaveen Toeschouwers: 3.800 Scheidsrechter: Joop Martens |
|              |                                                             |       |                    |                                                                                         |

|              |                                                                                 |       |                       |                                                                                             |
| 12 juni 1960 | Zwolsche Boys                                                                   | 6 – 1 | ONA                   | Stadion: Gemeentelijk Sportpark, Zwolle Toeschouwers: 2.800 Scheidsrechter: Janus Aalbrecht |
| 12 juni 1960 | Rein van Veen 29' Hennie van Nee 46' Tjeerd Henstra 49' (pen.) Wim Bisschop 87' |       | 10' Theo van Atteveld | Stadion: Gemeentelijk Sportpark, Zwolle Toeschouwers: 2.800 Scheidsrechter: Janus Aalbrecht |
| 12 juni 1960 |                                                                                 |       |                       | Stadion: Gemeentelijk Sportpark, Zwolle Toeschouwers: 2.800 Scheidsrechter: Janus Aalbrecht |
| 12 juni 1960 |                                                                                 |       |                       | Stadion: Gemeentelijk Sportpark, Zwolle Toeschouwers: 2.800 Scheidsrechter: Janus Aalbrecht |
|              |                                                                                 |       |                       |                                                                                             |